# Loïc Meillard
Loïc Meillard (Neuchâtel, 29 oktober 1996) is een Zwitserse alpineskiër. Hij vertegenwoordigde zijn vaderland op de Olympische Winterspelen 2018 in Pyeongchang. Hij is de oudere broer van alpineskiester Mélanie Meillard. Beiden zijn afkomstig uit het dorp Hérémence in het kanton Wallis.

## Carrière
Meillard maakte zijn wereldbekerdebuut in januari 2015 in Adelboden. In februari 2016 scoorde de Zwitser in Hinterstoder zijn eerste wereldbekerpunten, een maand later behaalde hij in Kranjska Gora zijn eerste toptienklassering in een wereldbekerwedstrijd. Op de wereldkampioenschappen alpineskiën 2017 in Sankt Moritz eindigde Meillard als 21e op de reuzenslalom. Tijdens de Olympische Winterspelen van 2018 in Pyeongchang eindigde de Zwitser als negende op de reuzenslalom en als veertiende op de slalom.
In december 2018 stond hij in Saalbach-Hinterglemm voor de eerste maal in zijn carrière op het podium van een wereldbekerwedstrijd. In Åre nam Meillard deel aan de wereldkampioenschappen alpineskiën 2019. Op dit toernooi eindigde hij als vierde op de reuzenslalom en als veertiende op de slalom. Op 9 februari 2020 boekte de Zwitser in Chamonix zijn eerste wereldbekerzege. In Cortina d'Ampezzo behaalde hij 2 bronzen medailles op het wereldkampioenschappen alpineskiën 2021 op de Parallelreuzenslalom en op de Combinatie en werd hij 5e op de Reuzenslalom.

## Resultaten

### Olympische Winterspelen
| Jaar | Plaats      | Resultaten                                |
| ---- | ----------- | ----------------------------------------- |
| 2018 | Pyeongchang | 14e Slalom 9e Reuzenslalom                |
| 2022 | Peking      | 5e Slalom DNF Reuzenslalom DNF Combinatie |

### Wereldkampioenschappen
| Jaar | Plaats               | Resultaten                                          |
| ---- | -------------------- | --------------------------------------------------- |
| 2017 | Sankt Moritz         | 21e Reuzenslalom                                    |
| 2019 | Åre                  | 4e Reuzenslalom 14e Slalom                          |
| 2021 | Cortina d'Ampezzo    | Combinatie · Parallelreuzenslalom · 5e Reuzenslalom |
| 2023 | Courchevel & Méribel | Reuzenslalom                                        |
| 2025 | Saalbach             | Reuzenslalom · Team combinatie                      |

### Wereldbeker
Eindklasseringen
| Seizoen   | Algm   | SL     | RS     | PAR  | SC  | SG  |
| --------- | ------ | ------ | ------ | ---- | --- | --- |
| 2015/2016 | 104e   | -      | 38e    |      | -   | -   |
| 2016/2017 | 80e    | 42e    | 30e    | -    | -   |     |
| 2017/2018 | 27e    | 22e    | 9e     | -    | -   |     |
| 2018/2019 | 15e    | 16e    | 5e     | 18e  | -   |     |
| 2019/2020 | 10e    | 14e    | 11e    | Goud | 5e  | -   |
| 2020/2021 | 4e     | 9e     | 4e     | -    |     | 20e |
| 2021/2022 | 11e    | 7e     | 8e     | -    | 30e |     |
| 2022/2023 | 6e     | 6e     | 6e     |      | 16e |     |
| 2023/2024 | Zilver | 4e     | Zilver | 8e   |     |     |
| 2024/2025 | Brons  | Zilver | Brons  | 35e  |     |     |

Wereldbekerzeges
| Datum           | Plaats               | Onderdeel            |
| --------------- | -------------------- | -------------------- |
| 9 februari 2020 | Chamonix             | Parallelreuzenslalom |
| 25 januari 2023 | Schladming           | Reuzenslalom         |
| 3 maart 2024    | Aspen                | Slalom               |
| 15 maart 2024   | Saalbach-Hinterglemm | Reuzenslalom         |
| 15 maart 2025   | Hafjell              | Reuzenslalom         |
| 16 maart 2025   | Hafjell              | Slalom               |
| 26 maart 2025   | Sun Valley           | Reuzenslalom         |